# Malfatano (pirocorvetta)
La Malfatano è stata una pirocorvetta a ruote della Regia Marina, già della Marina del Regno di Sardegna.

## Caratteristiche
Unità simile alle navi della stessa tipologia costruite in tale epoca, la Malfatano era una pirocorvetta a ruote con scafo in legno e carena rivestita di rame.
La nave era propulsa da una macchina alternativa a bilanciere a due cilindri prodotta dalla ditta inglese Maudslay & Field, alimentata da una o due caldaie, che sviluppava la potenza di 160 HP (118 kW) nominali, azionando due ruote a pale laterali e consentendo la velocità di 10 nodi. L'unità era inoltre provvista di due alberi, trinchetto a vele quadre e maestra a vele auriche (armamento velico a brigantino goletta).
L'armamento, come d'uso per le pirocorvette a ruote, era piuttosto modesto, componendosi originariamente di quattro cannoni in ferro a canna liscia da 165 mm ad avancarica, poi sostituiti, dopo il 1861, con quattro cannoni in ferro da 165 mm, tre a canna liscia ed uno a canna rigata.

## Storia
Impostata nel 1843 nei cantieri genovesi della Foce per la Marina del Regno di Sardegna, la Malfatano venne varata nel giugno 1844 ed entrò in servizio nel gennaio 1845, classificata corvetta a ruote di II rango.
Dal gennaio 1845 all'inizio del 1848 la pirocorvetta venne utilizzata per il collegamento postale tra Genova e la Sardegna. Tra il 21 ed il 23 ottobre 1845 la Malfatano, al comando del capitano di vascello in seconda Malaussena, trasportò da Genova a Palermo il corriere straordinario dello Zar di Russia, Jatukin, con dispacci per il delegato russo nelle Due Sicilie, carrozze ed effetti personali, ritardando poi il ritorno a Genova a causa del mare mosso e dei venti avversi. L'unità lasciò infine il porto siciliano il 25 ottobre, trasportando un altro corriere russo.
Agli ordini del comandante Ceva di Noceto, la nave partecipò poi alla prima guerra d’indipendenza: nel maggio del 1848 salpò da Genova insieme alla pirocorvetta a ruote Tripoli ed alle corvette a vela Aquila ed Aurora ed il 17 maggio giunse ad Ancona, insieme ad Aquila e Tripoli. Dopo l'arrivo ad Ancona la pirocorvetta, dovendosi rifornire di carbone, non venne immediatamente fatta proseguire alla volta di Venezia, e la scarsezza di navi a vapore fu causa del fallimento dell'inseguimento tentato, al largo di Sacca di Piave, il 22 maggio 1848, da parte della squadra sardo-napoletana nei confronti di alcune unità austro-ungariche, in quanto le navi italiane, più numerose e potenti, persero tempo per far rimorchiare le unità a vela sarde dalle pirofregate borboniche. Una volta raggiunta la squadra navale già presente nelle acque dell'Alto Adriatico, la Malfatano partecipò alle operazioni di blocco al porto di Trieste, a favore di Venezia insorta, ed incrociò tra le foci del Piave e del Tagliamento alla ricerca di navi austro-ungariche.
La pirocorvetta partecipò anche, il 2 giugno 1848, ad un infruttuoso cannoneggiamento delle batterie costiere di Caorle, in mano alle truppe austroungariche, restando in seguito temporaneamente immobilizzata a causa di avarie alle macchine. Dal 7 giugno al 14 agosto le navi sardo-piemontesi e ad alcune unità venete, stazionarono al largo di Trieste nell'ambito del blocco navale imposto alla città, importante porto civile e militare austro-ungarico. Tale blocco rimase però sulla carta, dato che la squadra sardo-veneta, giunta davanti a Trieste già il 23 maggio, aveva ricevuto diversi consoli delle nazioni della Confederazione tedesca, i quali affermarono che qualunque atto di guerra contro Trieste sarebbe stato considerato anche contro i loro stati. La squadra italiana rimase pertanto inattiva, e non reagì nemmeno quando, il 6 giugno, la nave ammiraglia San Michele venne colpita di rimbalzo da una palla sparata per provocazione da una fregata austroungarica. Nonostante la formale proclamazione del blocco, avvenuta l'11 giugno, diverse navi nemiche con carichi militari riuscirono ad entrare ed uscire da Trieste senza incontrare ostacoli. Le navi sarde rientrarono a Venezia in agosto e ricevettero l'ordine di ritrasportare in Piemonte via mare il corpo di spedizione sardo-piemontese del generale La Marmora, costituito da circa 2.000 uomini. Tornate ad Ancona il 9 settembre, negli ultimi giorni di ottobre le navi effettuarono una breve puntata su Venezia, per poi tornare rapidamente nel porto marchigiano. La Squadra sarda fu poi fatta rientrare in patria in seguito alla definitiva sconfitta di Novara.
Terminata la guerra, la Malfatano tornò ai suoi compiti di collegamento postale con la Sardegna, sino al 1851.
La nave partecipò poi alla guerra di Crimea: nel giugno 1855, al comando del capitano di fregata Pompeo Provana del Sabbione, si recò in Crimea trainando il brigantino Azzardoso, utilizzato per il trasporto di truppe e provviste per il Corpo di Spedizione Sardo in Crimea. Rientrata a Genova a metà novembre 1855, la Malfatano tornò a Balaklava nel marzo 1856. Durante il conflitto la nave scortò, insieme alle pirofregate a ruote Governolo e Costituzione, alla pirofregata ad elica Carlo Alberto, alla pirocorvetta a ruote Tripoli ed all'avviso Authion, le navi britanniche (due pirofregate, 21 piroscafi e 24 velieri) che trasportarono il corpo di spedizione sardo in Crimea.
Il 2 luglio 1856 la pirocorvetta rimorchiò dai cantieri della Foce alla darsena di Genova la nuova pirofregata ad elica Vittorio Emanuele, varata il giorno precedente.
La Malfatano partecipò attivamente anche alla seconda guerra d’indipendenza: nell'aprile 1859 venne inviata a Tolone ed imbarcò reparti francesi, che trasportò poi a Genova insieme a navi francesi. Nei mesi seguenti la pirocorvetta, al comando del capitano di fregata Cesare Cerruti, venne mandata in Mare Adriatico insieme ad una squadra navale francese, prendendo parte alle operazioni di blocco contro Trieste.
Nel marzo 1860 la pirocorvetta, al comando del cavalier Monale, venne assegnata alla Divisione navale del viceammiraglio Carlo Pellion di Persano (comprensiva delle pirofregate ad elica Carlo Alberto, Maria Adelaide e Vittorio Emanuele, della pirofregata a ruote Governolo e dell'avviso a ruote Authion) che venne coinvolta nelle vicende dell'annessione della Toscana al Regno di Sardegna (il 26 marzo 1860 le navi della divisione trasportarono a Livorno le truppe sarde del generale Durando) e successivamente nei fatti che portarono all'unità d'Italia.
Nel maggio 1860 la Malfatano pattugliò le coste sarde per evitare che i piroscafi Piemonte e Lombardo, carichi di garibaldini, potessero fare scalo nei porti della Sardegna. Nel luglio 1860 l'unità, al comando del capitano di fregata Giraud, venne dislocata a Beirut come stazionaria, a seguito delle rivolte scoppiate in Libano.
Il 17 marzo 1861, con la nascita della Regia Marina italiana, la Malfatano venne iscritta nel Quadro del Naviglio della nuova forza armata. Nel luglio 1861 la pirocorvetta si recò a Costantinopoli in missione diplomatica.
L'unità venne poi destinata al Primo Dipartimento, non venendo più impiegata in compiti di rilievo, eccettuata una crociera di sorveglianza sulle coste della Sicilia nel maggio 1862. Nel novembre 1862 la Malfatano prese parte alle operazioni di posa del cavo sottomarino tra Sicilia e Sardegna.
Declassata a pirocorvetta a ruote di III ordine il 14 giugno 1863, la nave venne utilizzata per servizi dipartimentali, stazionando a Palermo sino all'ottobre 1863. Dislocata poi a Genova, la Malfatano venne adibita a compiti di vario genere al comando dapprima del capitano di fregata Orazio Samminatelli e quindi di Costantino Morin.
Posta in disarmo sul finire del dicembre 1869 e radiata con Regio Decreto del 12 luglio 1870 l'ormai anziana corvetta venne avviata alla demolizione.